# Ralf Schumacher

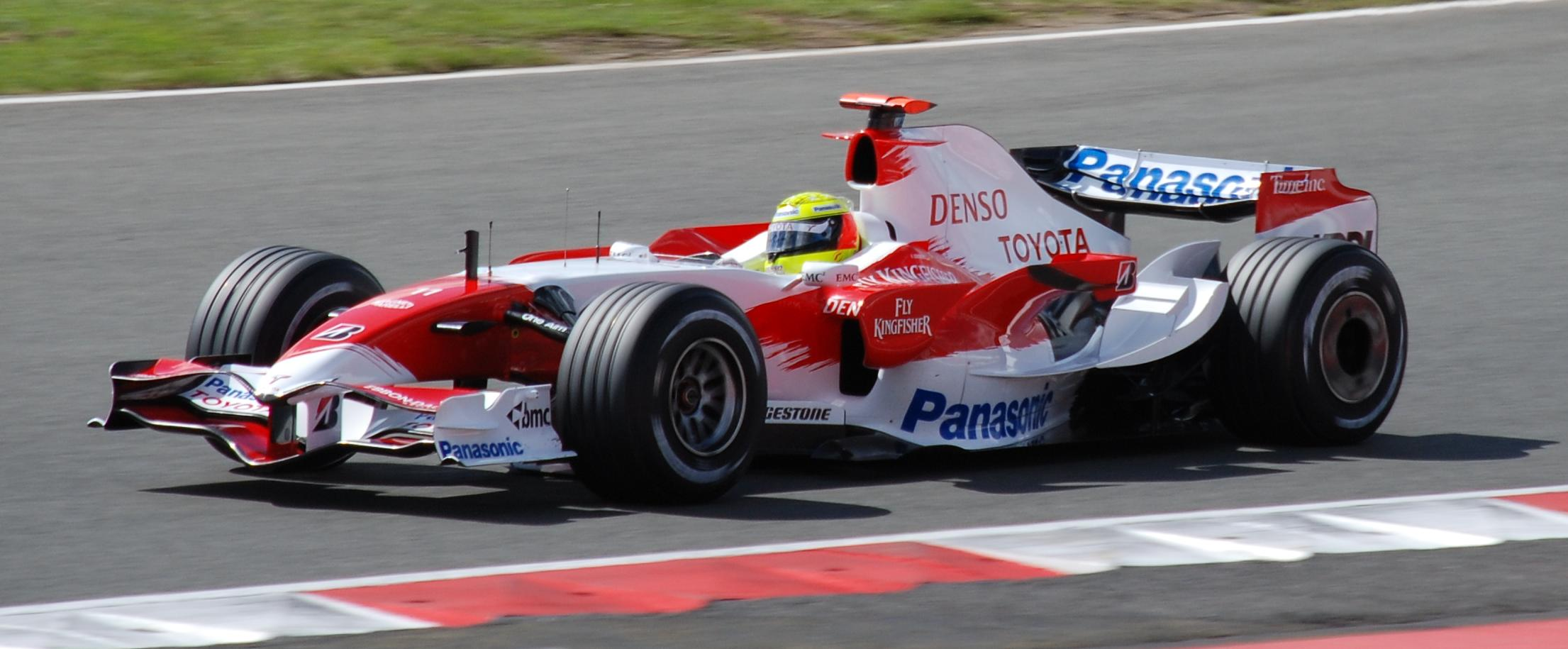
Schumacher za kierownicą Toyoty TF107 podczas GP Wielkiej Brytanii 2007

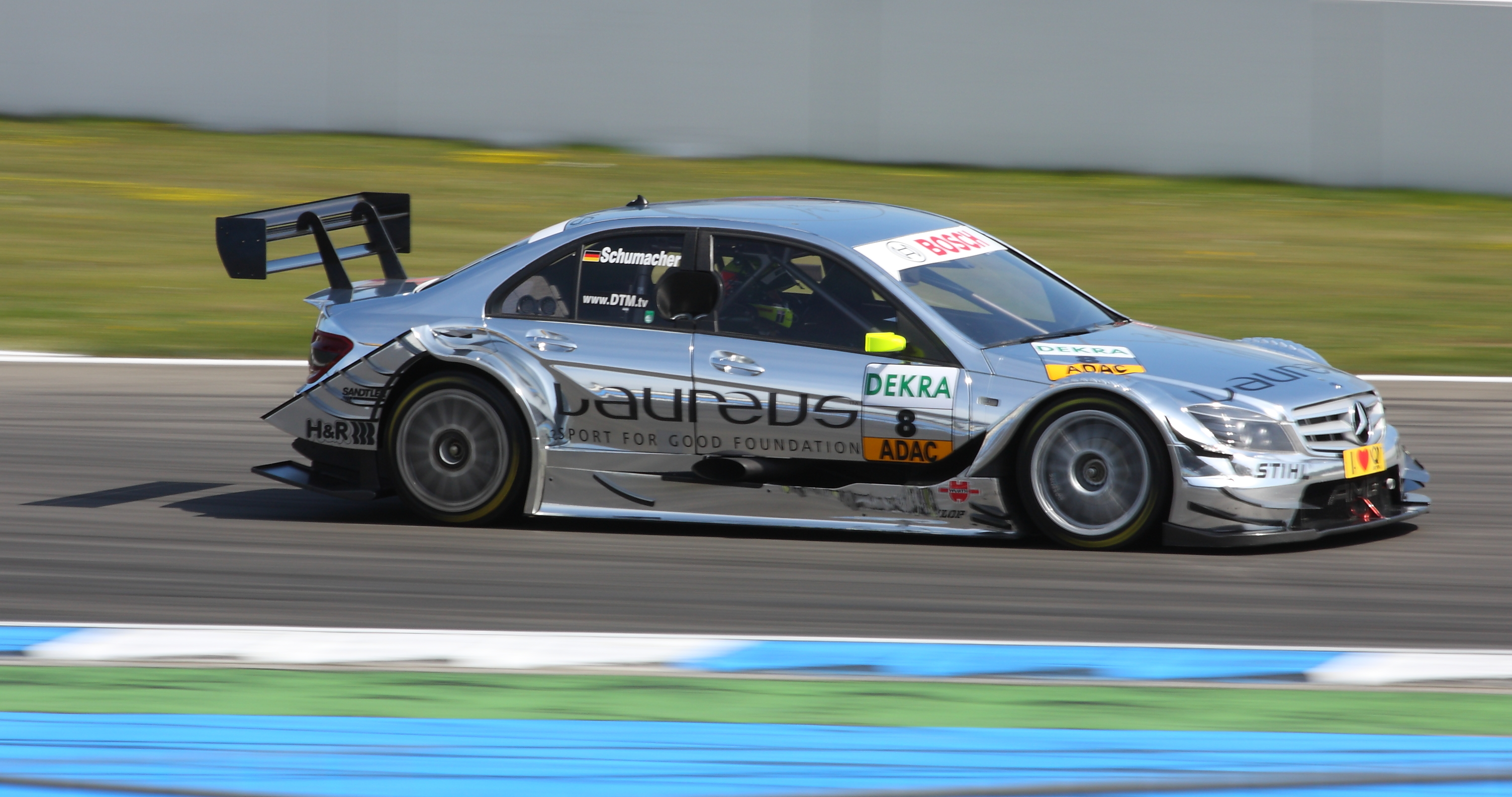
Schumacher w serii DTM na torze Hockenheimring w 2010 roku

Ralf Schumacher (ur. 30 czerwca 1975 w Hürth, Nadrenia Północna-Westfalia) – niemiecki kierowca wyścigowy. Młodszy brat siedmiokrotnego mistrza świata Formuły 1 – Michaela Schumachera.

## Życiorys

### Początki kariery
Ścigać zaczął się już w wieku trzech lat, na torze kartingowym w Kerpen, który należał do jego rodziców. W 1995 zajął drugie miejsce w mistrzostwach niemieckiej Formuły 3. W 1996 zwyciężył w japońskiej Formule Nippon, wygrywając dwa wyścigi.

### Formuła 1

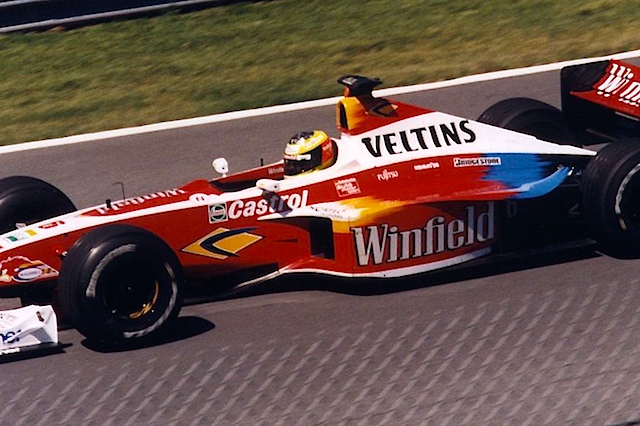
Williams FW21 Ralfa Schumachera używany w sezonie 1999

Swoją przygodę z Formułą 1 rozpoczął w sezonie 1997, jeżdżąc w zespole Jordan, a już w Grand Prix Argentyny – swoim trzecim wyścigu, stanął na podium. W trakcie sezonu wycofał się z ponad połowy wyścigów i ukończył go za swoim partnerem z zespołu – Giancarlo Fisichellą. Rok później silniki dla Jordana dostarczała Honda, co Schumacher i Damon Hill wykorzystali do zajęcia dwóch najwyższych stopni podium podczas Grand Prix Belgii, przy czym Schumacher zajął drugie miejsce.
Począwszy od sezonu 1999 przeszedł do zespołu Williams. Decyzja ta podyktowana była głównie tym, że zespół miał być już rok później zaopatrywany w jednostki napędowe BMW. Ralf trzykrotnie stanął na podium i ukończył mistrzostwa na szóstym miejscu, walcząc ze słabymi jednostkami Supertec. Tymczasem Heinz-Harald Frentzen, który zastąpił swojego rodaka w Jordanie, wygrał w dwóch Grand Prix, czterokrotnie stając na podium.
Sezon 2000 był raczej nieudany dla Schumachera, pomimo dysponowania bardzo mocnymi silnikami BMW i tylko czterema awariami, zdołał jedynie powtórzyć osiągnięcia z poprzedniego sezonu. Mimo tego zajął najlepszą w tamtym czasie pozycję w klasyfikacji generalnej – piąte miejsce. W sezonie 2001 udało mu się w końcu przełamać i wygrać trzy wyścigi (Grand Prix San Marino, Kanady i Niemiec). W sezonie 2002 wygrał w Grand Prix Malezji, ostatecznie lepszy okazał się jego partner – Juan Pablo Montoya. Rok później wygrał jeszcze w Grand Prix Europy i we Francji. Schumacher i Montoya wypracowali dla Williamsa dwukrotnie drugą pozycję w klasyfikacji konstruktorów (w sezonach 2002 i 2003).
20 czerwca 2004 odniósł poważne obrażenia w wypadku podczas Grand Prix Stanów Zjednoczonych, w trakcie którego przyspieszenie osiągnęło wartość 78 g. W rezultacie postanowił zakończyć współpracę z Williamsem.
W sezonie 2005 przeszedł do zespołu Toyoty. W pierwszych 12 wyścigach występował gorzej od drugiego kierowcy zespołu Jarno Trulliego, ale już w Spa walczył z czołówką kończąc wyścig z najszybszym okrążeniem. Po wprowadzeniu specyfikacji „B” bolidu TF106 na ostatnie trzy wyścigi sezonu, Schumacher zdobył pole position w Grand Prix Japonii, a tydzień później zajął trzecią pozycję w Grand Prix Chin. W zmodyfikowanej wersji samochodu zdobył sześciu punktów, kończąc sezon z przewagą dwóch punktów nad Trullim. Współpracę z japońskim zespołem kontynuował w sezonach 2006 oraz 2007.
Po nieudanych sezonach 2006 i 2007 Toyota nie przedłużyła kontraktu z Schumacherem. Zawodnik był kandydatem na kierowcę zespołu Force India, ale ostatecznie owo miejsce zajął Giancarlo Fisichella. W latach 2008–2012 ścigał się w niemieckiej serii DTM. Na początku 2013 ogłosił zakończenie kariery kierowcy wyścigowego.

## Życie prywatne
Od października 2001 do lutego 2015 był mężem Cory-Caroline Brinkmann, z którą ma syna, Davida (ur. 23 października 2001), który także został kierowcą wyścigowym. 14 lipca 2024 dokonał coming outu i ogłosił, że jest w związku z mężczyzną o imieniu Etienne.

## Wyniki

### Formuła 1
| Rok  | Zespół                     | Samochód      | Silnik                       | Wyniki w poszczególnych eliminacjach | Wyniki w poszczególnych eliminacjach | Wyniki w poszczególnych eliminacjach | Wyniki w poszczególnych eliminacjach | Wyniki w poszczególnych eliminacjach | Wyniki w poszczególnych eliminacjach | Wyniki w poszczególnych eliminacjach | Wyniki w poszczególnych eliminacjach | Wyniki w poszczególnych eliminacjach | Wyniki w poszczególnych eliminacjach | Wyniki w poszczególnych eliminacjach | Wyniki w poszczególnych eliminacjach | Wyniki w poszczególnych eliminacjach | Wyniki w poszczególnych eliminacjach | Wyniki w poszczególnych eliminacjach | Wyniki w poszczególnych eliminacjach | Wyniki w poszczególnych eliminacjach | Wyniki w poszczególnych eliminacjach | Wyniki w poszczególnych eliminacjach | Pkt. | Msc. |
| ---- | -------------------------- | ------------- | ---------------------------- | ------------------------------------ | ------------------------------------ | ------------------------------------ | ------------------------------------ | ------------------------------------ | ------------------------------------ | ------------------------------------ | ------------------------------------ | ------------------------------------ | ------------------------------------ | ------------------------------------ | ------------------------------------ | ------------------------------------ | ------------------------------------ | ------------------------------------ | ------------------------------------ | ------------------------------------ | ------------------------------------ | ------------------------------------ | ---- | ---- |
| 1997 |                            |               |                              | Australia                            | Brazylia                             | Argentyna                            | San Marino                           | Monako                               | Hiszpania                            | Kanada                               | Francja                              | Wielka Brytania                      | Niemcy                               | Węgry                                | Belgia                               | Włochy                               | Austria                              | Luksemburg                           | Japonia                              | Unia Europejska                      |                                      |                                      | 13   | 11   |
| 1997 | B&H Jordan Peugeot         | Jordan 197    | Peugeot 3.0 V10              | NU                                   | NU                                   | 3                                    | NU                                   | NU                                   | NU                                   | NU                                   | 6                                    | 5                                    | 5                                    | 5                                    | NU                                   | NU                                   | 5                                    | NU                                   | 9                                    | NU                                   |                                      |                                      | 13   | 11   |
| 1998 |                            |               |                              | Australia                            | Brazylia                             | Argentyna                            | San Marino                           | Monako                               | Hiszpania                            | Kanada                               | Francja                              | Wielka Brytania                      | Niemcy                               | Węgry                                | Belgia                               | Włochy                               | Austria                              | Luksemburg                           | Japonia                              |                                      |                                      |                                      | 14   | 10   |
| 1998 | B&H Jordan Mugen Honda     | Jordan 198    | Mugen Honda MF-301HC 3.0 V10 | NU                                   | NU                                   | NU                                   | 7                                    | 11                                   | NU                                   | NU                                   | 16                                   | 6                                    | 5                                    | 6                                    | 9                                    | 2                                    | 3                                    | NU                                   | NU                                   |                                      |                                      |                                      | 14   | 10   |
| 1999 |                            |               |                              | Australia                            | Brazylia                             | San Marino                           | Monako                               | Hiszpania                            | Kanada                               | Francja                              | Wielka Brytania                      | Austria                              | Niemcy                               | Węgry                                | Belgia                               | Włochy                               | Unia Europejska                      | Malezja                              | Japonia                              |                                      |                                      |                                      | 35   | 6    |
| 1999 | Winfield Williams Supertec | Williams FW21 | Supertec FB01 3.0 V10        | 3                                    | 4                                    | NU                                   | NU                                   | 5                                    | 4                                    | 4                                    | 3                                    | NU                                   | 4                                    | 9                                    | 5                                    | 2                                    | 4                                    | NU                                   | 5                                    |                                      |                                      |                                      | 35   | 6    |
| 2000 |                            |               |                              | Australia                            | Brazylia                             | San Marino                           | Wielka Brytania                      | Hiszpania                            | Unia Europejska                      | Monako                               | Kanada                               | Francja                              | Austria                              | Niemcy                               | Węgry                                | Belgia                               | Włochy                               | Stany Zjednoczone                    | Japonia                              | Malezja                              |                                      |                                      | 24   | 5    |
| 2000 | BMW.Williams F1 Team       | Williams FW22 | BMW E41 3.0 V10              | 3                                    | 5                                    | NU                                   | 4                                    | 4                                    | NU                                   | NU                                   | 14                                   | 5                                    | NU                                   | 7                                    | 5                                    | 3                                    | 3                                    | NU                                   | NU                                   | NU                                   |                                      |                                      | 24   | 5    |
| 2001 |                            |               |                              | Australia                            | Malezja                              | Brazylia                             | San Marino                           | Hiszpania                            | Austria                              | Monako                               | Kanada                               | Unia Europejska                      | Francja                              | Wielka Brytania                      | Niemcy                               | Węgry                                | Belgia                               | Włochy                               | Stany Zjednoczone                    | Japonia                              |                                      |                                      | 49   | 4    |
| 2001 | BMW.Williams F1 Team       | Williams FW23 | BMW P80 3.0 V10              | NU                                   | 5                                    | NU                                   | 1                                    | NU                                   | NU                                   | NU                                   | 1                                    | 4                                    | 2                                    | NU                                   | 1                                    | 4                                    | 7                                    | 3                                    | NU                                   | 6                                    |                                      |                                      | 49   | 4    |
| 2002 |                            |               |                              | Australia                            | Malezja                              | Brazylia                             | San Marino                           | Hiszpania                            | Austria                              | Monako                               | Kanada                               | Unia Europejska                      | Wielka Brytania                      | Francja                              | Niemcy                               | Węgry                                | Belgia                               | Włochy                               | Stany Zjednoczone                    | Japonia                              |                                      |                                      | 42   | 4    |
| 2002 | BMW.Williams F1 Team       | Williams FW24 | BMW P82 3.0 V10              | NU                                   | 1                                    | 2                                    | 3                                    | 11                                   | 4                                    | 3                                    | 7                                    | 4                                    | 8                                    | 5                                    | 3                                    | 3                                    | 5                                    | NU                                   | 16                                   | 11                                   |                                      |                                      | 42   | 4    |
| 2003 |                            |               |                              | Australia                            | Malezja                              | Brazylia                             | San Marino                           | Hiszpania                            | Austria                              | Monako                               | Kanada                               | Unia Europejska                      | Francja                              | Wielka Brytania                      | Niemcy                               | Węgry                                | Belgia                               | Włochy                               | Stany Zjednoczone                    |                                      |                                      |                                      | 58   | 5    |
| 2003 | BMW.Williams F1 Team       | Williams FW25 | BMW P83 3.0 V10              | 8                                    | 4                                    | 7                                    | 4                                    | 5                                    | 6                                    | 4                                    | 2                                    | 1                                    | 1                                    | 9                                    | NU                                   | 4                                    | NW                                   | NU                                   | 12                                   |                                      |                                      |                                      | 58   | 5    |
| 2004 |                            |               |                              | Australia                            | Malezja                              | Bahrajn                              | San Marino                           | Hiszpania                            | Monako                               | Unia Europejska                      | Kanada                               | Stany Zjednoczone                    | Francja                              | Wielka Brytania                      | Niemcy                               | Węgry                                | Belgia                               | Włochy                               |                                      | Japonia                              | Brazylia                             |                                      | 24   | 9    |
| 2004 | BMW.Williams F1 Team       | Williams FW26 | BMW P84 3.0 V10              | 4                                    | NU                                   | 7                                    | 7                                    | 6                                    | 10                                   | NU                                   | DK                                   | NU                                   | -                                    | -                                    | -                                    | -                                    | -                                    | -                                    | NU                                   | 2                                    | 5                                    |                                      | 24   | 9    |
| 2005 |                            |               |                              | Australia                            | Malezja                              | Bahrajn                              | San Marino                           | Hiszpania                            | Monako                               | Unia Europejska                      | Kanada                               | Stany Zjednoczone                    | Francja                              | Wielka Brytania                      | Niemcy                               | Węgry                                | Turcja                               | Włochy                               | Belgia                               | Brazylia                             | Japonia                              |                                      | 45   | 6    |
| 2005 | Panasonic Toyota Racing    | Toyota TF105  | Toyota RVX-05 3.0 V10        | 12                                   | 5                                    | 4                                    | 9                                    | 4                                    | 6                                    | NU                                   | 6                                    | NW                                   | 7                                    | 8                                    | 6                                    | 3                                    | 12                                   | 6                                    | 7                                    | 8                                    | 8                                    | 3                                    | 45   | 6    |
| 2006 |                            |               |                              | Bahrajn                              | Malezja                              | Australia                            | San Marino                           | Unia Europejska                      | Hiszpania                            | Monako                               | Wielka Brytania                      | Kanada                               | Stany Zjednoczone                    | Francja                              | Niemcy                               | Węgry                                | Turcja                               | Włochy                               |                                      | Japonia                              | Brazylia                             |                                      | 20   | 10   |
| 2006 | Panasonic Toyota Racing    | Toyota TF106  | Toyota RVX-06 2.4 V8         | 14                                   | 8                                    | 3                                    | 9                                    | NU                                   | NU                                   | 8                                    | NU                                   | NU                                   | NU                                   | 4                                    | 9                                    | 6                                    | 7                                    | 15                                   | NU                                   | 7                                    | NU                                   |                                      | 20   | 10   |
| 2007 |                            |               |                              | Australia                            | Malezja                              | Bahrajn                              | Hiszpania                            | Monako                               | Kanada                               | Stany Zjednoczone                    | Francja                              | Wielka Brytania                      | Unia Europejska                      | Węgry                                | Turcja                               | Włochy                               | Belgia                               | Japonia                              |                                      | Brazylia                             |                                      |                                      | 5    | 16   |
| 2007 | Panasonic Toyota Racing    | Toyota TF107  | Toyota RVX-07 2.4 V8         | 8                                    | 15                                   | 12                                   | NU                                   | 16                                   | 8                                    | NU                                   | 10                                   | NU                                   | NU                                   | 6                                    | 12                                   | 15                                   | 10                                   | NU                                   | NU                                   | 11                                   |                                      |                                      | 5    | 16   |

### Podsumowanie
| Sezon | Zespół | Konstruktor        | Zgł. | PKT | P.  | P1 | P2 | P3 | Punkt. | PP | NO | NS | DK | NZ |
| --- | --- | ------------------ | ---- | --- | --- | -- | -- | -- | ------ | -- | -- | -- | -- | -- |
| 1997 | B&H Total Jordan Peugeot | Jordan-Peugeot     | 17   | 13  | 11  | -  | -  | 1  | 6      | -  | -  | 10 | -  | -  |
| 1998 | B&H Jordan | Jordan-Mugen-Honda | 16   | 14  | 10  | -  | 1  | 1  | 5      | -  | -  | 7  | -  | -  |
| 1999 | Winfield Williams | Williams-Supertec  | 16   | 35  | 6   | -  | 1  | 2  | 11     | -  | 1  | 4  | -  | -  |
| 2000 | BMW.WilliamsF1 Team | Williams-BMW       | 17   | 24  | 5   | -  | -  | 3  | 8      | -  | -  | 7  | -  | -  |
| 2001 | BMW.WilliamsF1 Team | Williams-BMW       | 17   | 49  | 4   | 3  | 1  | 1  | 9      | 1  | 5  | 7  | -  | -  |
| 2002 | BMW.WilliamsF1 Team | Williams-BMW       | 17   | 42  | 4   | 1  | 1  | 4  | 10     | -  | -  | 2  | -  | -  |
| 2003 | BMW.WilliamsF1 Team | Williams-BMW       | 15   | 58  | 5   | 2  | 1  | -  | 11     | 3  | 1  | 2  | -  | -  |
| 2004 | BMW.WilliamsF1 Team | Williams-BMW       | 12   | 24  | 9   | -  | 1  | -  | 6      | 1  | -  | 5  | 1  | -  |
| 2005 | Panasonic Toyota Racing | Toyota             | 18   | 45  | 6   | -  | -  | 2  | 14     | 1  | 1  | 1  | -  | -  |
| 2006 | Panasonic Toyota Racing | Toyota             | 18   | 20  | 10  | -  | -  | 1  | 7      | -  | -  | 7  | -  | -  |
| 2007 | Panasonic Toyota Racing | Toyota             | 17   | 5   | 16  | -  | -  | -  | 3      | -  | -  | 6  | -  | -  |
| Razem | 5 | 5                  | 180  | 329 | 2x4 | 6  | 6  | 15 | 90     | 6  | 8  | 58 | 1  | -  |
| Sezon | Zespół | Konstruktor        | Zgł. | PKT | P.  | P1 | P2 | P3 | Punkt. | PP | NO | NS | DK | NZ |
| \| Legenda \| Legenda \| \| ------------------------------------------ \| ------------------------------------------------------------------------------------------------------------------------------------------------------------------------------------------------------------------------------------------------------------------------------------------------------------------------------------------------------------------------------------------------------------------------------ \| \| Zgł. PKT P. P1 P2 P3 Punkt. PP NO NS DK NZ \| Liczba zgłoszeń do wyścigów Liczba zdobytych punktów Pozycja zajęta w klasyfikacji generalnej Liczba zwycięstw Liczba drugich miejsc Liczba trzecich miejsc Wyścigi, w których kierowca punktował Liczba zdobytych pole position Liczba zdobytych najszybszych okrążeń Wyścigi, w których kierowca był niesklasyfikowany Wyścigi, w których kierowca był zdyskwalifikowany Wyścigi, do których kierowca się nie zakwalifikował \| | |                    |      |     |     |    |    |    |        |    |    |    |    |    |
| Legenda | |                    |      |     |     |    |    |    |        |    |    |    |    |    |
| Zgł. PKT P. P1 P2 P3 Punkt. PP NO NS DK NZ | Liczba zgłoszeń do wyścigów Liczba zdobytych punktów Pozycja zajęta w klasyfikacji generalnej Liczba zwycięstw Liczba drugich miejsc Liczba trzecich miejsc Wyścigi, w których kierowca punktował Liczba zdobytych pole position Liczba zdobytych najszybszych okrążeń Wyścigi, w których kierowca był niesklasyfikowany Wyścigi, w których kierowca był zdyskwalifikowany Wyścigi, do których kierowca się nie zakwalifikował |                    |      |     |     |    |    |    |        |    |    |    |    |    |